# Minchansaman
Minchansaman, également appelé Minchancaman, Minchan Zaman, Minchançaman ou Minchan Caman, est le dixième empereur Chimú. Il est un grand conquérant qui, parallèlement à l’empereur inca Pachacútec, étend considérablement son empire. Il est vaincu par les armées incas aux environs de 1470.

## Biographie
Minchansaman est le dernier empereur chimú, ou Cie Quiche. Son avènement est à placer aux environs de 1450. Selon John Howlabd Rowe, il gouverne entre 1462 et 1470. Sa capitale est Chan Chan, ce qui signifie en langue Mochica, selon l’historien allemand Ernst Middendorf, « Soleil Soleil ».
Il est un grand commandant militaire, gouvernant la côte depuis Carabayllo à Tumbes, bien que son pouvoir dans les vallées méridionales soit limité.
Durant son règne il s’empare du désert de Sechura dans le nord, entrant en contact avec les populations amazoniennes. Les territoires ne sont parfois pas conquis par la guerre mais par des pactes, maintenant ainsi l’ordre social et politique.
Face au danger chimú, les vallées de Chillon, de Rimac et de Lurin se confédèrent. De la forteresse de Paramonga partent alors des expéditions contre les résistants. Après de longs combats, Minchansaman vainc finalement cette confédération. Cette conquête sera la dernière de l’Empire chimú, avant qu’il ne succombe aux Incas,. Par la suite, Minchansaman gouverne les territoires de quinze vallées couvrant 150 000 km2. Malgré ces succès, Minchansaman décide, vers la fin de son règne, de diriger l’expansion chimú vers les hauts plateaux, principalement pour éviter une catastrophe due au fait que l’empire chimú dépend de l’irrigation issue des fleuves de l’est. Sans cette irrigation la côte serait trop désertique et aride pour l’établissement d’un Empire. Cependant plusieurs choses indiquent que l'Empire Chimú commence sa décadence, notamment le fait que le chroniqueur espagnol de l'époque coloniale Pedro Sarmiento de Gambla qualifie les Chimús comme tributaires de la seigneurie de Guzmango, à Cajamarca, souvent décrite comme un simple allié de Chan Chan. 

### Conquête Inca
Les Incas, sous le commandement de Capac Yupanqui, envahissent la seigneurie de Guzmango, entrant ainsi en conflit avec les Chimús.
Des années plus tard, le prince héritier de Pachacútec, Tupac Yupanqui, commande une expédition contre les Chimús. Après avoir détruit les canaux d’irrigation qui partent de la rivière Moche vers Chan Chan, il arrive à convaincre Minchansaman de se rendre avec son lieutenant Querrotumi,. 

### Succession
Le fils de Minchansaman et de Chanquirguanguan, la reine de la vallée de Huaura, Chumun Caur, remplace son père en tant que souverain chimú, et épouse une fille de Pachacútec.